# Verrallina obsoleta
Verrallina obsoleta är en tvåvingeart som beskrevs av Huang 1968. Verrallina obsoleta ingår i släktet Verrallina och familjen stickmyggor. Inga underarter finns listade i Catalogue of Life.